# Hanuš Fantl
Hanuš Fantl (16. prosince 1917 Chrast u Chrudimi – 18. března 1942 Koncentrační tábor Mauthausen) byl český básník židovského původu.

## Život
Narodil se v židovské rodině jako nejmladší z pěti dětí. Do svých čtrnácti let žil v sirotčinci, protože matka, která byla od jeho jednoho roku vdovou, nedokázala tolik dětí uživit. Později se o něj starala jeho o deset let starší sestra, která ho nejednou musela vzít s sebou na schůzku s chlapcem. V roce 1938 se oženil s Helenou Oesterricherovou (1916–1944). Bez soudu byl v březnu 1942 zastřelen v koncentračním táboře Mauthausen. O tři měsíce později se narodila jeho dcera Jana. Spolu s matkou zahynula v říjnu 1944 v Osvětmi.
Holokaustu padl za oběť i jeho starší bratr Zdeněk s rodinou.

## Dílo
- Píseň vzdoruje noci – sbírka básní z let 1938–1940, vyšlo posmrtně roku 1955